# Ryan Whiting
Ryan Keith Whiting (Harrisburg, 24 de novembro de 1986) é um atleta norte-americano, especialista no arremesso do peso.
Foi campeão mundial indoor em Istambul 2012. e vice-campeão mundial aberto em Moscou 2013.